# René Paresce

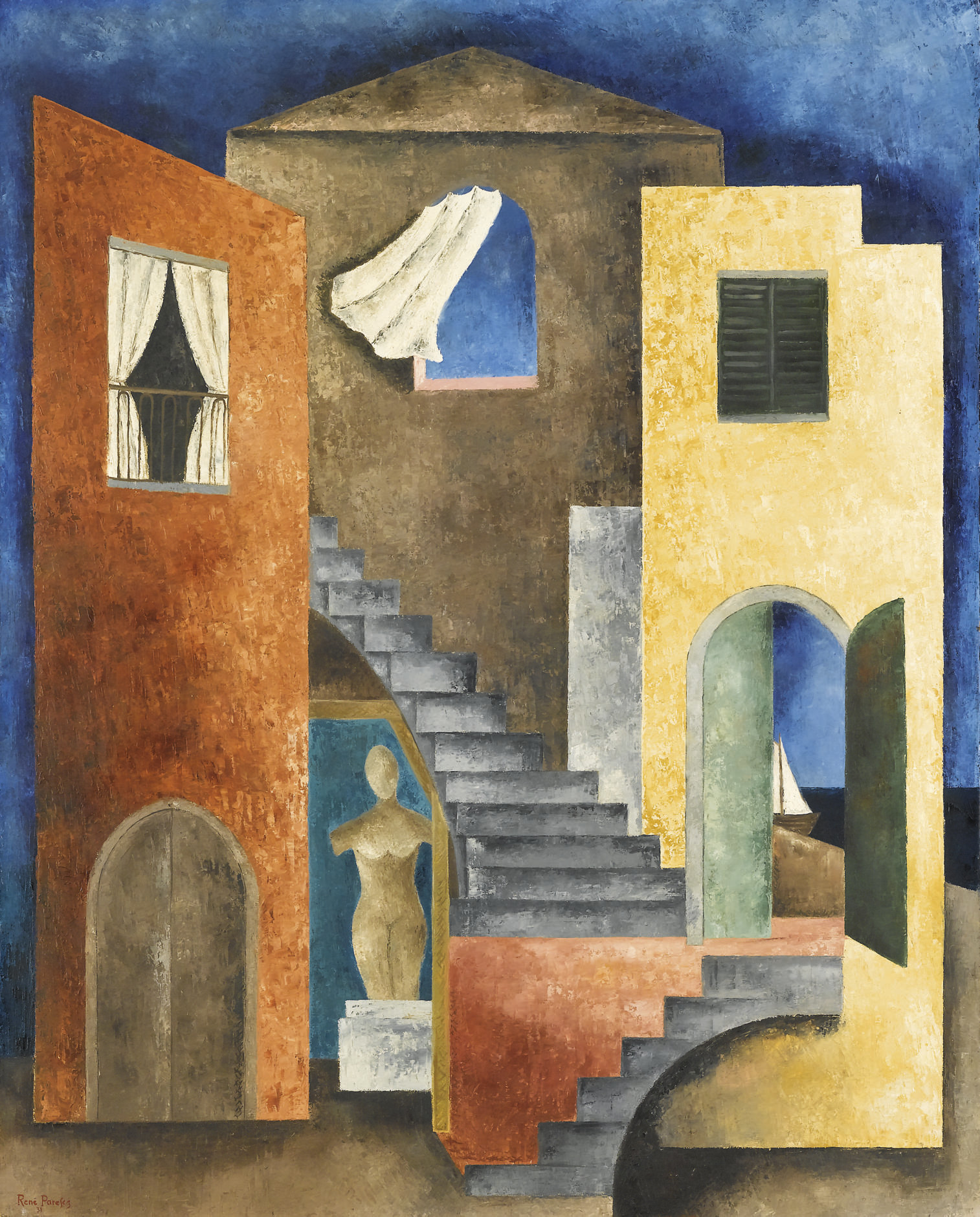
Ohne Titel

René Paresce (Renato Herbert Paresce, * 5. Januar 1886 in Carouge, Schweiz; † 15. Oktober 1937 in Paris, Frankreich) war ein italienischer Physiker, Maler und Journalist.

## Biografie
René Paresces Vater war ein Italiener aus Palermo, und seine Mutter, Lidia Ignatieff, war eine Tochter eines russischen Geschäftsmannes. Die Kindheit und Jugend verbrachte er hauptsächlich in Florenz. Er studierte zunächst am Istituto tecnico industriale Leonardo da Vinci. Danach studierte er Physik an der Universität Bologna und beendete sein Physikstudium 1911 an der Universität Palermo. Er wurde Lehrer für Naturwissenschaften am Collegio alla Quercia in Florenz.
Paresce begann als Autodidakt zu malen und befreundete sich mit dem Maler Baccio Maria Bacci (1888–1974). Er arbeitete auch als Übersetzer für Französisch und Russisch. 1912 heiratete er die Pianistin Ella Klatschko (1880–1966), Tochter des russisch-jüdischen Revolutionärs Samuel Klatschko. Im Jahr 1912 zog das Ehepaar nach Paris. Dort traf René Paresce die Maler der Moderne, wie Paul Cezanne, Pablo Picasso, Diego Rivera und Amedeo Modigliani. Während des Ersten Weltkriegs zog er nach England, wo er beim National Physical Laboratory in Teddington an den Forschungsarbeiten mitwirkte.
Nach dem Krieg war er als Journalist bei der Konferenz von Versailles tätig und arbeitete für Il Giornale d’Italia und später für La Stampa. Er schrieb auch kunstkritische Artikel. Im Jahr 1926 nahm er auf Einladung von Margherita Sarfatti an der Ausstellung von Novecento Italiano in Mailand teil. Er stellte auch in Venedig, Zürich und Paris aus. Im Jahr 1931, eingeladen vom Pariser Kunstkritiker Jerzy Waldemar Jarociński (Waldemar George, 1893–1970), zeigte er seine Werke auf der Ausstellung von italienischen Malern im Salon de l'Escalier in Paris. Im Jahr 1934 unternahm er eine Reise um die Welt, mit einem Aufenthalt in Fidschi, dann durchquerte er die Vereinigten Staaten. Er schrieb Reiseberichte für La Stampa, die 1935 in einem Buch mit dem Titel L’altra America erschienen.